# Kapelica Marije Brezmadežne, Telče
Kapelica Marije Brezmadežne stoji v kraju Telče, Občina Sevnica. V kapelici stoji kip Marije Brezmadežne, katere praznik katoliki obeležujejo 8. decembra.
Postavljena je bila leta 1929.

## Postavitev in blagoslov
Kapelica je bila zgrajena leta 1929 in stoji ob cesti Telče - Škocjan ("na Jivah"). Zgraditi jo je po svojem bratu dal ameriški Slovenec Louis Mergole. Postavljena je bila v Marijno in Božjo čast, ter z namenom da si bodo domačini in ljudje, ki bodo šli mimo kapelice lahko pri Mariji in Jezusu izprosili zdravil za svoje duše. Kapelica je bila nato blagoslovljena na Jakobovo žegnanjsko nedeljo 28 julija 1929.
Louis Mergole pa je meseca julija 1930 po 26 letih prišel iz Amerike na obisk v svoj rodni kraj Telče, kjer se je zbralo vseh šest bratov Mrgole. Ob tem obisku si je z veseljem ogledal kapelico, krajani pa so se mu zahvalili za njegov doprinos kraju.

## Obnova kapelice
Leta 2004 je bil iz kapelice odtujen Marijin kip. Istega leta je bila nato obnovljena notranjost in zunanjost kapelice. Kapelica je bila delno v zemlji, zato so jo odkopali in okoli nje naredili škarpo. Okoli nje so položene plošče. Kapelica je dobila novo fasado in streho, prav tako pa tudi nova okna in vrata, notranjosti je bila prebeljena, po tleh pa so bile položene ploščice. Urejeno je bilo tudi prezračevanje in odvodnjavanje, na hribu za kapelico pa so bile posajene rože. Obnovljena kapelica je bila blagoslovljena na Angelsko nedeljo 5. septembra 2004.
Obnovljena je bila na pobudo družine Mrgole pod vodstvom Julijane Mrgole, v sklopu obnove je bil postavljen nov Marijin kip. Pri obnovi so s svojimi prispevki in delom sodelovali krajani Telč, krajevna skupnost Tržišče, ter Občina Sevnica.
V kapelici je poleg kipa na levi strani slika Marije Pomagaj, na desni strani pa slika Srca Jezusovega.